# Sophronica varicornis
Sophronica varicornis är en skalbaggsart som beskrevs av Stefan von Breuning 1952. Sophronica varicornis ingår i släktet Sophronica och familjen långhorningar. Inga underarter finns listade i Catalogue of Life.